# Stephen Kramer Glickman

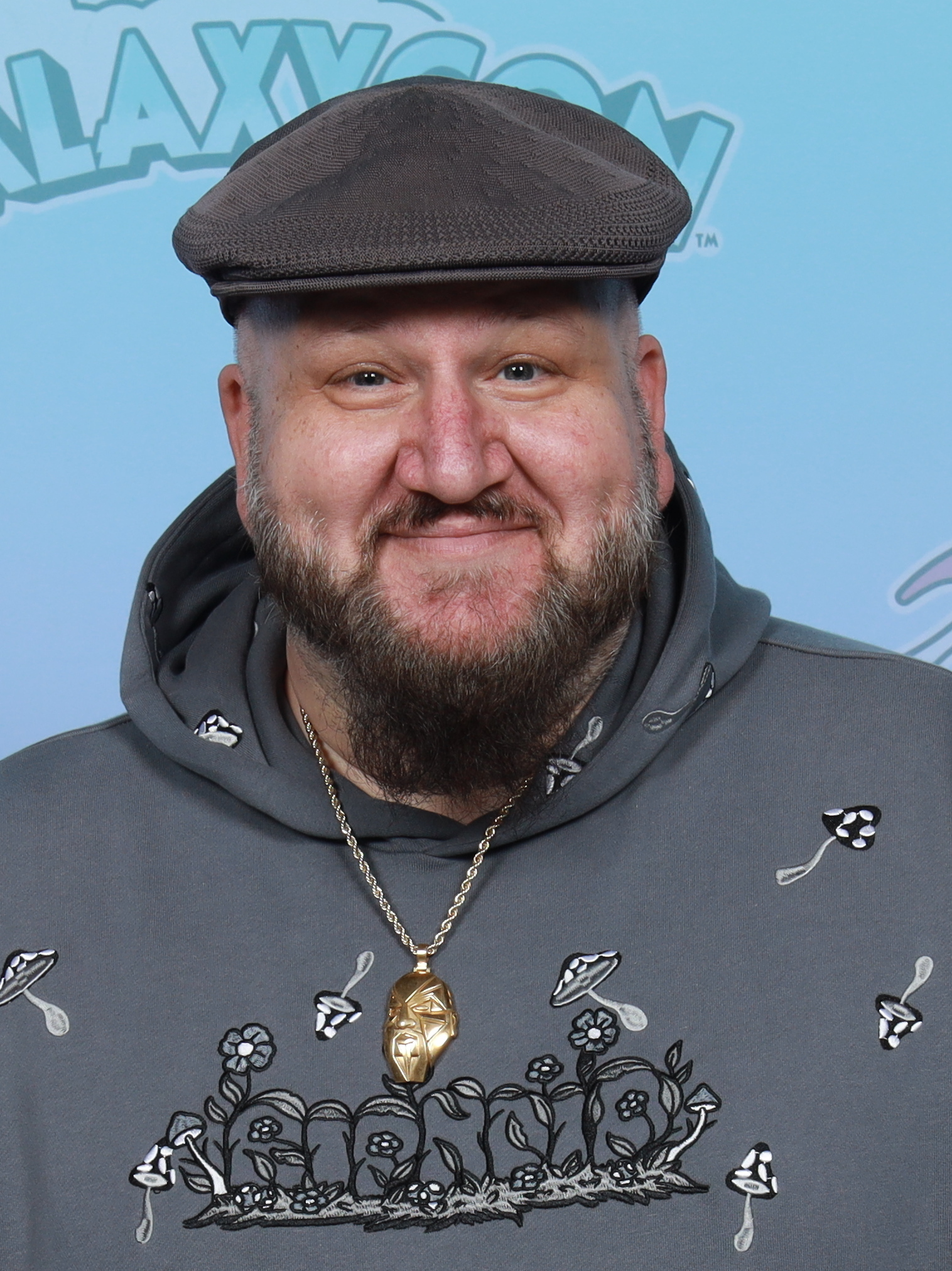
Glickman (2024)

Stephen Kramer Glickman (* 17. März 1979 in London, Ontario) ist ein US-amerikanischer Schauspieler und Stand-up-Comedian kanadischer Herkunft.

## Karriere
Im Jahr 2003 trat Stephen Kramer Glickman erstmals im Fernsehen auf, wo er als Comicfigur in der US-amerikanischen Talentshow Last Comic Standing gezeigt wurde. Im Jahr 2007 spielte Glickman im Broadway-Musical Shrek the Musical die Hauptrolle des Shrek, bis er von Brian d’Arcy James abgelöst wurde. Er komponierte die Musik zu Jeffrey Ross: No Offense – Live from New Jersey, in der er auch mitspielte.
Von 2009 bis 2013 spielte er in der Nickelodeon-Serie Big Time Rush die Rolle Gustavo Rocque. Im Jahr 2011 war Glickman der Associate Producer der Twilight-Parodie Breaking Wind und der ausführende Produzent des Films Boner Police: The Movie, der im Mai 2012 erschienen ist. Im Oktober moderierte Glickman als Vertretung für den Youtube-Star Ray William Johnson dessen Show Equals Three.
Glickman betreibt zudem eine Modelinie mit dem Namen „Giant Creature“ (deutsch: „Riesige Kreatur“), deren Erlös gegen Mobbing helfen soll. Er lebt zurzeit in Los Angeles und ist Jude.

## Filmografie (Auswahl)

### Fernsehshows und Serien
- 2003: Last Comic Standing
- 2007/2008: Carpoolers (zwei Folgen)
- 2009–2013: Big Time Rush (72 Folgen)
- 2014: Workaholics (eine Folge)
- 2017: Mittendrin und kein Entkommen (Stuck in the Middle, eine Folge)
- 2022: Willkommen bei den echten Louds (The Really Loud House, eine Folge)
- 2024: Hamster & Gretel (Hamster and Gretel, zwei Folgen, Stimme)

### Filme
- 2008: Jeffrey Ross: No Offense – Live from New Jersey
- 2010: The Super-Bad Movie – 41 Jahre und Jungfrau (The 41-Year-Old Virgin Who Knocked Up Sarah Marshall and Felt Superbad About It)
- 2012: Big Time Movie (Fernsehfilm)
- 2016: Störche – Abenteuer im Anflug (Storks, Stimme)
- 2017: The Lake
- 2018: Die Abenteuer von Wolfsblut (Croc-Blanc, Stimme)
- 2021: Tales of a 5th Grade Robin Hood